# Fabian Klos
Fabin Klos (Gifhorn, 2 de diciembre de 1987) es un exfutbolista alemán que jugaba como delantero en el Arminia Bielefeld.

## Clubes
| Club                        | País     | Año       |
| --------------------------- | -------- | --------- |
| S. V. Meinersen-Ahnsen-Päse | Alemania | 2006-2007 |
| MTV Gifhorn                 | Alemania | 2007-2009 |
| VfL Wolfsburgo II           | Alemania | 2009-2011 |
| Arminia Bielefeld           | Alemania | 2011-2024 |

## Palmarés

### Títulos nacionales
| Título        | Club              | País     | Año     |
| ------------- | ----------------- | -------- | ------- |
| 3. Liga       | Arminia Bielefeld | Alemania | 2014-15 |
| 2. Bundesliga | Arminia Bielefeld | Alemania | 2019-20 |

### Distinciones individuales
| Distinción                          | Año     |
| ----------------------------------- | ------- |
| Mejor futbolista de la 3. Liga      | 2011-12 |
| Máximo goleador de la 3. Liga       | 2012-13 |
| Mejor futbolista de la 3. Liga      | 2014-15 |
| Máximo goleador de la 3. Liga       | 2014-15 |
| Máximo goleador de la 2. Bundesliga | 2019-20 |